# Himmapan

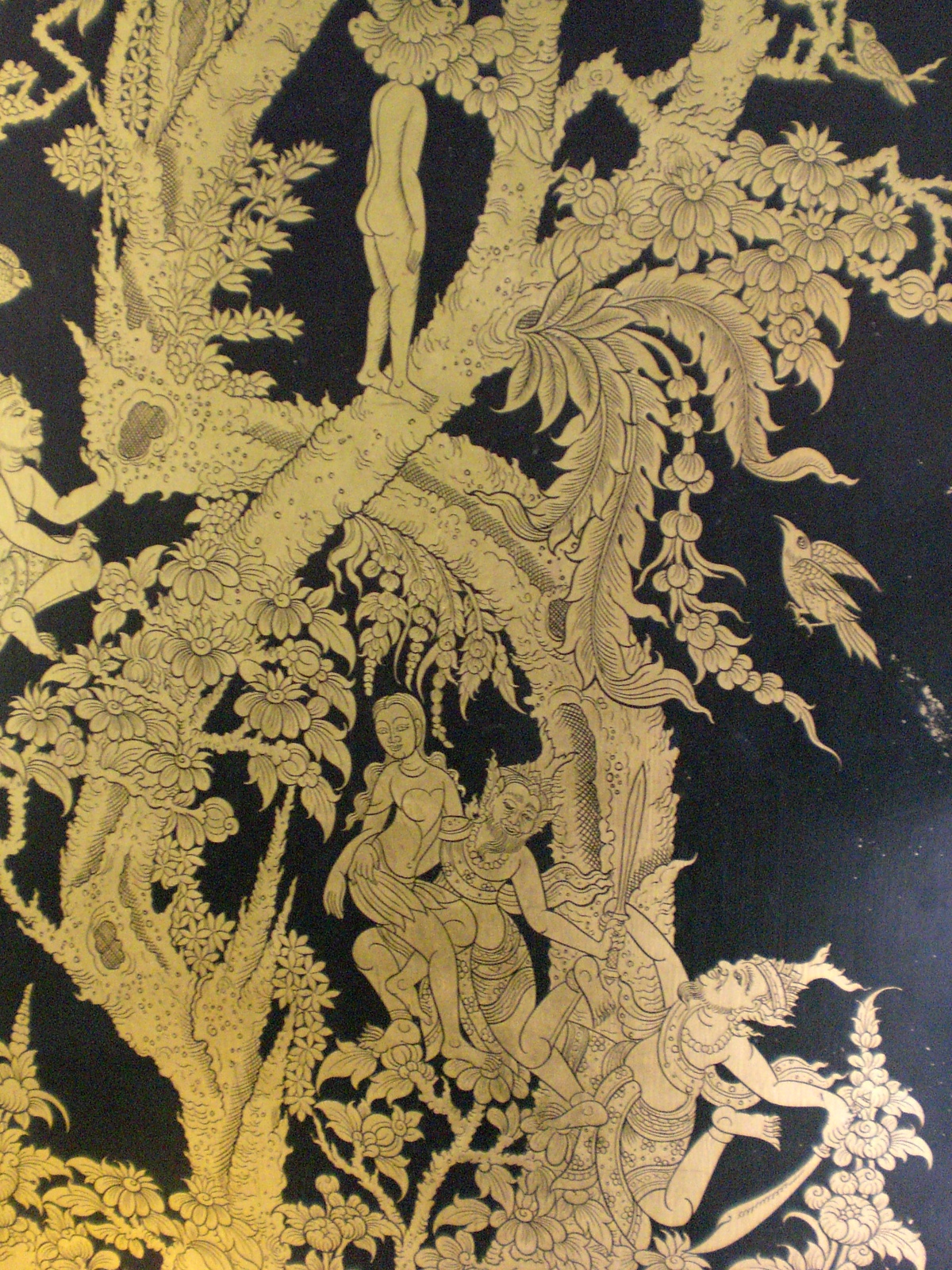
L'arbre Nariphon (laque du, à Nakhon Pathom en Thaïlande).

L'Himmapan (en thaï : ป่าหิมพานต์, Pa Himaphan) est une forêt légendaire entourant le mont Meru dans la mythologie hindoue. Elle abrite de nombreuses créatures légendaires comme les kinnara, upsorn sriha ou tantima ou encore l'oiseau Nok thet.
C'est aussi là que pousse l'arbre mythique Nariphon (en), dont les fruits sont des jeunes femmes.